# Ярош, Андор
Андор Ярош (23 мая 1896, Комаромчехи — 11 апреля 1946, Будапешт) — этнический венгр родом из Чехословакии, позднее политик Венгрии, активно сотрудничавший с нацистами.
Родился в г. Комаромчехи (Komáromcsehi), в округе Комаром, тогда в составе Королевства Венгрии (ныне Чехи, Словакия). Стал генеральным секретарем Объединённой Венгерской партии, которая стремилась присоединить часть территории Чехословакии к Венгрии. Как национальный председатель партии он стремился создать единую венгерскую идентичность, заявив в своем инаугурационном обращении, что «каждый член венгерского меньшинства должен занимать единую позицию по вопросам сегодняшнего и завтрашнего дня». Несмотря на то, что Ярош занимал подчинённое положение по отношению к лидеру партии Яношу Эстерхази, он стал широко известной международной фигурой, и лично принял приглашение в Лондон от Венгерского комитета Палаты общин для того, чтобы представить венгерские претензии вместе с коллегой по парламенту от Объединённой венгерской партии Гезой Шюльо.
Переехав в Венгрию в 1938 году, он вошёл в состав правительства Белы Имреди в должности министра по возвращённым территориям и был одним из 18 депутатов, которые сформировали Партию венгерского обновления в 1940 году (крайне правая группа, отколовшаяся от правящей партии). После того, как гитлеровцы вторглись в Венгрию в марте 1944 года и заставили назначить на пост премьер-министра Дёме Стояи, Ярош возглавил Министерство внутренних дел. В этой должности он взял на себя ответственность за евреев страны и вместе со своими заместителями Ласло Эндре и Ласло Баки саботировал планы Миклоша Хорти, тайно от него организуя «депортации» евреев. В течение этого времени Андрош, Эндре и Баки руководили Министерством внутренних дел как личной вотчиной и использовали своё положение для уничтожения своих врагов, одновременно не допуская, чтобы Стояи имел слишком большое влияние. В августе 1944 года инспекцию гетто в Венгрии провели Адольф Эйхман и Дитер Вислицени, и несмотря на жалобы, которые Еврейский совет направил непосредственно к Ярошу и Эйхману, требуя лучшего обращения, истребление продолжалось. Имея большое влияние в общественной жизни Венгрии, Ярош даже стал президентом футбольного клуба «Ferencvárosi TC» в 1944 году.
Снятый с должности в августе 1944 года (после присвоения значительной части еврейской собственности), он на короткое время вернулся в правительство в октябре 1944 года, после того как немцы свергли Хорти и привели к власти нацистскую Партию скрещённых стрел, чтобы возглавить правительство при премьер-министре Ференце Салаши.
После войны Яроша судили венгерские власти и расстреляли.